# Kasteel Borculo
Kasteel Borculo was een kasteel in de gemeente Berkelland, oostelijk gelegen van de stad Borculo, in de Nederlandse provincie Gelderland.

## Geschiedenis
Het kasteel Borculo heeft iets ten oosten van het stadje Borculo gestaan. Borculo behoorde tot 1509 tot het kerspel Geesteren, het kasteel tot het kerspel Eibergen.
Het kasteel is in de 12e eeuw gebouwd, vermoedelijk door Henricus van Burclo. De familie Van Bronckhorst kreeg het kasteel en de heerlijkheid in 1360 in bezit via een huwelijk. In 1553 stierf Joost van Bronckhorst zonder kinderen na te laten en de bisschop van Münster nam als leenheer het kasteel weer in eigendom.
In 1615 besliste het Hof van Gelre dat het kasteel en de heerlijkheid toekwamen aan Joost graaf van Limburg Stirum, waardoor Borculo onder Gelre kwam te vallen. Zijn nazaten bleven tot 1727 eigenaar van het slot.
In 1777 werd stadhouder Willem V de nieuwe eigenaar en hij vestigde er een paardenfokkerij. In 1795 werd het kasteel staatsbezit. Koning Lodewijk Napoleon gebruikte het kasteel voor zijn stoeterij, maar in 1813 kwam daar een einde aan. Acht jaar later werd er echter opnieuw een stoeterij in gevestigd die zou blijven bestaan tot 1854. De nieuwe eigenaren van de familie Van Heeckeren van Kell verkochten in 1869 de laatste restanten van het slot ter afbraak.

### Beschrijving
Het 12e-eeuwse kasteel werd op een kunstmatig opgehoogde dekzandhoogte gebouwd. Wellicht ging het om een mottekasteel. In de 13e eeuw werd bij de oude locatie een rechthoekige woontoren gebouwd van drie verdiepingen hoog. Deze toren werd in de 14e eeuw uitgebreid met een hoektoren en poortgebouw. Een eeuw later werden een nieuwe vleugel en toren toegevoegd en in de 16e eeuw volgde een uitbreiding met drie hoektorens. Het eindresultaat was een rechthoekig slot rondom een binnenplaats. In 1640 volgde opnieuw een verbouwing en ontstond een vijfhoekig kasteel.
Op de voorburcht werd in 1337 een kapel gebouwd. Rondom de kapel ontstond de nederzetting Borculo die in 1375 stadsrechten kreeg. Bij het kasteel werd daarom een nieuwe voorburcht aangelegd. Rondom de nederzetting werd een aarden omwalling met een gracht aangelegd. 
In de periode 1760-1764 werd bijna het gehele kasteel gesloopt, op twee torens en de kelder na. Op de kelders verrees een kleiner L-vormig gebouw. Dit kleinere kasteel werd in 1870 gesloopt, op de kelders na, die in 1877 werden gebruikt voor een nieuw te bouwen villa. De restanten van het kasteel bevinden zich onder de villa en de voormalige cichoreifabriek.
Aalst · Aardenburg · Acquoy · Aerdt · Agistaldaburg · Ahof · Aldenhaag · Aller · Ambe · Ammersoyen · Ampsen · Andelst · Angeroyen · Appelburg · Appelse walburg · Appeltern · Arler · Baak · Babberich · Baer · Baerle · Bakerbosch · Balgoij · Barlham · Batenburg · Beek · Beerenclaauw · Bemmel · Bevervoorde · Bergh · Biljoen · Bingerden · Blankenborg (Laren) · Blankenborg · Blauwe Huis · Blokhuis (Ravenswaaij) · Boelenham · Boetselaersborg · Borculo · Boswaai · Brakel · Den Brakel · Den Bramel · Bredevoort · Broekhuizen · Bronkhorst · Bruchem · Bruinhorst · Brunsberg · Bulkestein · Bunswaard · Burcht van Tiel · Buren · De Buurse · Byland · Byvanck · Caetshage · Camphuysen · De Cannenburch · de Cloese · Coldenhove · Culemborg · Dedinckweerd · Delwijnen · Didam · Diepenbroek · Hof te Dieren · Huis Dijck · Dikke Tinne · Doddendaal · Dodewaard · Doornenburg · Doornik · Doorwerth · Dooyenburg · Dorth · Doseburg · Drakenburg · Dreumel · Druten · Duivelshuis · Eerbeek · De Ehze · Elburg · Eldrik · Emmerik · Engelenburg · Groot Engelenburg · Engelrode · Enghuizen · Enspijk · De Essenburgh · Essenpas · Est · Fokkinck · Gameren · Geerestein · Geldermalsen · De Gelderse Toren · Geldersweerd · Gellicum · Gendt · Gennepestein · Glindhorst · Goudenstein · ‘s-Grevenhoef · Groot Hell · Groenlo · Groesbeek · Huis te Groesbeek · Grunsfoort · Gulden Spijker · Hackfort · Hackforts Veenhuis · Hagen · Hagevoort · Hamerden · Hanepol · Harreveld · Harslo · Hassink · Het Haveke · Hedel · Heeckeren · De Heegh · Hees · De Heest · Hellouw · Hemmen · Hernen · Motte van Hernen · Heumen · Heusden · Hoekelum · Hoekenburg · De Hoeve · De Hof · Hof d'Ooy · Hof van Arkel · Huis het Holt · Holthuis · Het Holtslag · Ter Horst · Houberg · St. Hubertus · Huissen · Hulhuizen · Hulkestein · Hulsen · Hunneschans bij De Duno · Hunneschans bij Uddel · Jonker Bloo · 't Joppe · De Kamp · Karssenberg · Kemnade · Keppel · Kermestein · Kernhem · Kervel · Kiefskamp · De Kinkelenburg · Klein Enghuizen · Kleverburg · Kortenhoeve · Laag Helbergen · Lakenburg · Landfort · Langen · Latenstein · De Lathmer · Lathum · Ter Lede · Leegpoel · Leemcuyl · Leeuwen · Leeuwenbergh · Lensenburg · Lent · Leur · Leuvenum · Leyenburg · Lichtenvoorde · Lievenstein · Loenen · Loevestein · Loil · Loowaard · Luynhorst · Hof te Maasbommel · Magerhorst · Malburgen · Malderburcht · Malsen · Manhorst · Marhulsen · De Marsch · Marveld · Mathena · Maurik · Medel · Medestein · 't Medler · Meinerswijk · De Mellard · Mensink · Mergelp · Meteren · 't Meyerink · Middachten · Millingen · Mussenberg · Nagelhorst · Nederhagen · Nederhemert · Neerijnen · Huis Neerijnen · De Nesch · Nettelhorst · Nieuwe Blokhuis ·  Nijburg · Nijenbeek · Old Putten · Notenstein · Nye Huis · Olde Spijker · Oldenaller · Oldenhof (Driel) · Oldenhof (Heteren) · De Ooij · Oolde · Oud Oolde · Oosterhout · Ophemert · Opijnen · Oud Ampsen · Oude Blokhuis · Het Oude Loo · Oude Voorst · Oudenborch · Oud-Wisch · Huis te Overasselt · Overeng · Overhagen · Overlaar · 't Oye · Palmestein · De Parck · Persingen · Plekenpol · Ploen · Pluimenburg · Poederoijen · Poelwijck · Poelwijk · De Pol (Dreumel) · Huis de Poll (Huis te Gietelo) · De Poll (Huissen) · Pollenbering · Pollenstein · Puttenstein · Het Raasink · Ravenhorst · De Rees · Ressen · Reuversweerd · Reygersfoort · Rhijnestein · Huis Rijswijk · Rode Toren · Roode Wald · Rosande · Rosendael · Rossum · Rumpt · Ruurlo · Rijsselt · Schadewijk · Schaffelaar · Scherpenzeel · Schoonbroek · Schoonderbeek · Schoonenburg · Schuilenburg · Schuilkerke · Hof te Seelbeek · Sevenaer I · Sevenaer II · Sinderen (Oude IJsselstreek) · Sinderen (Voorst) · Slangenburg · Sleeburg · Slimsijp · De Snor · Soelen · Spaansweerd · Spaldorp · Spijk · Staverden · Sterkenburg · Swanepol · Tarthorst · Teisterbant (Kerk-Avezaath) · Teisterbant (Kerkdriel) · Ter Dicke · Tolhuis · Tolhuis (Tiel) · Tollenburg · Tongerlo · Toren van Wely · Tuil · Ubbergen · Uilenburg (Ewijk) · Uilenburg (Heteren) · Ulenpas · Ulft · Upladen · Valburg · Valkhofburcht · Valkhofpalts · Vanenburg · Varik · Hof te Varsseveld · 't Velde · Velhorst · Verwolde · Vierakker · De Voorst · Voorstonden · Vorden · Vosbergen · Vredenburg · Vredestein (Driel) · Vredestein (Ravenswaaij) · Vuren · Waardenburg · Waddestein · Wadenoijen · Waede · Wageningen · Walfort · 't Waliën · De Wardt · Watergoor · Watermeerwijk · Wayenstein (Huis te Herwijnen) · Well (Huis van Malsen) · Weijenrade · Westenburg · Westerholt · Weurt · De Wiersse · Wijenburg (Echteld) · De Wildenborch · De Wildt · Wilp · Wilperhorst · Winssen · Wisch · Wychen · Wolfswaard · Woolbeek · Yrst · IJzendoorn · Zeeland · Zilveren Spijker · Zuilichem · Zwaluwenburg · Zwanenburg (Heerde) · Zwanenburg (Megchelen)